# Brookesia
Brookesia Gray, 1864 è un genere di rettili appartenente alla famiglia Chamaeleonidae, endemico del Madagascar.

## Descrizione
Il genere Brookesia comprende camaleonti di piccole dimensioni, con una livrea brunastra; a differenza di altri camaleonti, hanno una limitata capacità di cambiare colorazione. Generalmente le femmine hanno dimensioni maggiori dei maschi. In molte specie sul dorso è presente una fila di tubercoli laterovertebrali. La coda è corta e non è prensile.

## Biologia
Hanno abitudini diurne.
A differenza di altri generi di camaleonti malgasci come Calumma e Furcifer che sono arboricoli, la maggior parte delle specie di Brookesia vive nella lettiera delle foreste; durante la notte cercano riparo in rifugi sopraelevati (piccole piante, rami secchi caduti al suolo); se molestate simulano la morte (tanatosi) restando immobili sul terreno.

## Distribuzione e habitat
Il genere Brookesia è endemico del Madagascar. Le singole specie sono caratterizzate da un elevato grado di microendemismo: molte di esse hanno un areale ristretto ad un'unica località, spesso con una superficie di pochi km².

## Tassonomia
Comprende le seguenti specie:
- Brookesia ambreensis Raxworthy & Nussbaum, 1995
- Brookesia antakarana Raxworthy & Nussbaum, 1995
- Brookesia bekolosy Raxworthy & Nussbaum, 1995
- Brookesia betschi Brygoo, Blanc & Domergue, 1974
- Brookesia bonsi Ramanantsoa, 1980
- Brookesia brunoi Crottini, Miralles, Glaw, Harris, Lima & Vences, 2012
- Brookesia brygooi Raxworthy & Nussbaum, 1995
- Brookesia confidens Glaw et al., 2012[5]
- Brookesia decaryi Angel, 1939
- Brookesia dentata Mocquard, 1900
- Brookesia desperata Glaw et al., 2012[5]
- Brookesia ebenaui Boettger, 1880
- Brookesia exarmata Schimmenti & Jesu, 1996
- Brookesia griveaudi Brygoo, Blanc & Domergue, 1974
- Brookesia karchei Brygoo, Blanc & Domergue, 1970
- Brookesia lambertoni Brygoo & Domergue, 1970
- Brookesia lineata Raxworthy & Nussbaum, 1995
- Brookesia micra Glaw et al., 2012[5]
- Brookesia minima Boettger, 1893
- Brookesia nana Glaw et al., 2021
- Brookesia perarmata Angel, 1933
- Brookesia peyrierasi Brygoo & Domergue, 1974
- Brookesia stumpffi Boettger, 1894
- Brookesia ramanantsoai Brygoo & Domergue, 1975
- Brookesia superciliaris Kuhl, 1820
- Brookesia therezieni Brygoo & Domergue, 1970
- Brookesia thieli Brygoo & Domergue, 1969
- Brookesia tristis Glaw et al., 2012[5]
- Brookesia tuberculata Mocquard, 1894
- Brookesia vadoni Brygoo & Domergue, 1968
- Brookesia valerieae Raxworthy, 1991

Le specie B. lolontany e B. nasus, in precedenza attribuite a questo genere, sono attualmente segregate nel genere Palleon.